# Terenzo
Terenzo je obec v provincii Parma v italském regionu Emilia-Romagna, nacházející se 100 km západně od Bologni a asi 30 km jihozápadně od Parmy. Terenzo má 18 částí obce. Sousedí s obcemi Berceto, Calestano, Fornovo di Taro, Sala Baganza a Solignano. 
Obec zmiňuje Karel IV. v 7. kapitole svého životopisu Vita Caroli v souvislosti s líčením snu o smrti dauphina z Viennois, který se mu zde zdál 15. srpna 1333.

## Vesnice a samoty
Terenzo se dělí na 18 vesnic a samot. Jedná se o Bardone, Boschi di Bardone, Case Castellani, Cassio, Castello, Castello di Casola, Cazzola, Corniana, Goiano, Lesignano Palmia, Lughero, Palmia, Puilio, Selva Grossa, Stazione Bocchetto, Villa, Villa di Casola a Viola.